# Ékezet
Ékezet è un film del 1977 diretto da Ferenc Kardos.

## Trama
Péter, un giovane insegnante, inizia con entusiasmo il suo primo lavoro. Cerca di stabilire dei buoni contatti con i colleghi, di coinvolgere gli altri in rapporti personali e di aprire loro la mente, per migliorare le cose. Ma tutto questo non è visto di buon occhio.

## Produzione
Il film fu prodotto dalla MAFILM Objektív Filmstúdió.

## Distribuzione
Uscì nelle sale cinematografiche ungheresi il 5 maggio 1977.